# Mordellistena minutalis
Mordellistena minutalis es una especie de coleóptero de la familia Mordellidae.

## Distribución geográfica
Habita en California (Estados Unidos).